# Ellesmere Island
Ellesmere Island (inuktitut: Umigmak Nuna, fransk: Île Ellesmere) i Ishavet er verdens tiendestørste ø og Canadas tredjestørste ø med sine 196.235 km2. Ellesmere Island er den største ø i øgruppen Dronning Elizabeth-øerne og er en del af det canadiske arktiske øhav.
Øen ligger op til det nordlige Grønland ved Baffin Bay.

## Bosættelser
Administrativt er øen en del af territoriet Nunavut og hovedsproget er inuktitut. Navnet Umigmak Nuna betyder "Moskusokselandet". Øen har tre bosættelser: Alert, Eureka, og Grise Fiord, også kaldet Aujuittuq på inuktitut. I 2021 var der 144 beboere registreret i Grise Fiord, som er det største beboede område på øen. Beboerne i denne bosættelse er inuitter.
Nordligst på Ellesmere Island ligger det canadiske forsvars militærstation Alert kun omkring 817 km fra Nordpolen. Alert har ikke en fastboende population, men der bor folk her hele året. Under Den kolde krig havde det canadiske luftvåben en større base dér med 215 personer for forhåndsvarsling af interkontinentale ballistiske missiler – den nordligste i verden. Denne er nu mindre bemandet.

## Koloniseringens historie
Øen blev opdaget af europæere af William Baffin i 1616, men han undlod at navngive den. Den blev navngivet for engelsktalende i 1852 af Sir Edward A. Inglefield under hans ekspedition, der søgte efter Francis Egerton, 1st Earl of Ellesmere. Dele af øen blev kortlagt af Otto Sverdrups ekspedition på den anden Fram-ekspedition 1898-1902.
Først i 1903-1904 sendte den canadiske regering Albert P. Low til området for at demonstrere Canadas suverænitet. Low placerede et landemærke i form af en varde af sten på den nordligste spids og satte et flag.

## Arkæologi
På Bache halvøen er der fundet spor af jægerkulturer fra for 4200 år siden.
Ved Lake Hazen nær Eureka er der fundet spor af et handelsnetværk, der eksisterede i perioden mellem 1500–1000 f.v.t., herunder fedtstenslamper (på grønlandsk: qulleq) fra Grønland og indhuggede spydspidser fra kulturer mod syd.
På Bache halvøens udgravningssteder er der også sted fundet små stenværktøjer og indgraveret bjergkunst fra den sene Dorset-kultur samt fundet spor af Thule-kulturen langs kysten og fjordenes bredder.
Der er desuden fundet spor af kontakt med Nordboere i Smith Sund området fra omkring 1250 e.v.t., men inuitterne har tilsyneladende haft forladt Ellesmere Island i den lille istid i perioden mellem 1650 og 1850 e.v.t.